# 会計ソフトウェア
会計ソフトウェア（かいけいソフトウェア、英: accounting software）は、会計を記録し処理するアプリケーションソフトウェアであり、買掛金台帳、売掛金台帳、賃金台帳、試算表といった機能モジュールから成る。企業や組織が自製する場合、サードパーティーから購入する場合、サードパーティーの各種アプリケーションを組み合わせて使う場合がある。機能や価格は様々である。
この市場は、欧米では1990年代半ば以降ベンダーの合併が続き、淘汰が進んでいる。日本国内において企業向けのローエンド製品は、クラウドコンピューティングを用いた会計ソフトが話題になることが多く今後普及が見込まれている。
2016年12月、経済産業省はフィンテックを活用促進するため「財務・会計業務でのクラウドサービスの活用率などを基に数値目標を策定」する等、日本の中小企業に対し会計ソフトウェアとしてクラウド型会計ソフトの積極的な使用を促す政策を打ち出した。また、同月、会計ソフトウェア大手である弥生株式会社が個人事業主向けのクラウド会計ソフト「やよいの白色申告 オンライン」を永年無償化する等、会計ソフトウェアのシェアをめぐる競合が活発となっている。クラウド型会計ソフトウェアと金融機関の結びつきに関しては、経産省の「サービス等生産性向上IT導入支援事業」に選ばれる金融機関が出るなど従来よりも取り組みが進んでいる。そして、2017年の税務申告の時期に合わせて、全国の商工会議所のなかにはクラウド型の会計ソフト導入セミナーを企画する商工会議所が現れるなど、会計ソフトウェアの利用が市場において大幅に普及している。そのため、会計ソフトウェア利用層(個人・法人）におけるオンプレミスからクラウドへの移行が加速していく見通しである。

## モジュール
会計ソフトウェアは、会計に関わる特定部分を扱うモジュールの集合体となっていることが多い。典型的なモジュールとしては、次のようなものがある。

### 中核モジュール
売掛金台帳
企業に入ってくる金銭を記録する。
買掛金台帳
企業が支払う金銭を記録する。
総勘定元帳
企業の「帳簿」
請求書作成
顧客やクライアント向けの請求書を作成する。
棚卸資産（在庫）
企業の棚卸資産（在庫）を管理する。
発注
企業が在庫を注文する。
受注処理
顧客の注文を記録し管理する。

### 非中核モジュール
債権回収
売掛金の回収状況を監視する。
電子マネー処理
経費
従業員によるビジネス活動の経費を記録する。
問い合わせ
編集や何らかの追加をせずに、情報をそのまま表示する。
賃金台帳
給料、賃金、関連する税金などを記録する。
報告
データのプリントアウトを行う。
就労時間管理
弁護士やコンサルタントなどの専門職種で、各クライアントのために働いた時間を記録し、それぞれのクライアントに請求するためのデータとする。
調達
各部門の発注をまとめ、効率的に発注作業を行えるようにする。
なお、ベンダーによって各モジュールの呼び名は異なる。

## 導入
多くの場合、TCOを考慮するとソフトウェアの機能そのものよりもその導入形態が重要な要因となる。中規模以上の大きなアプリケーションは、再販業者、開発業者、コンサルタントが独占的に販売している。この場合、ライセンス料はソフトウェアベンダーに渡るが、それ以外にインストール、カスタマイズ、サポートサービスについても料金が発生する。ソフトウェア本体以外の料金はソフトウェア本体の価格のだいたい50%から200%になる。
ソフトウェアベンダーが再販業者を介さずに、直接販売し顧客サポートを行う場合もある。

## 分類

### 個人会計
家庭で家計簿として使うもので、主に買掛金台帳（支出明細）の機能を中心とし、安価である。

### ローエンド
企業向けのローエンド製品は、一般的な会計機能のほとんどを安価に提供する。ベンダーは特定の国の会計方式のみをサポートしていることが多い。大規模ベンダーは様々な国の会計方式に対応した製品を出している。

### 中規模
中規模製品は、複数の国の会計原則に対応でき、複数種類の通貨による会計が可能である。
一般的会計機能に加え、経営情報システムとの統合や連携が可能で、プロジェクト会計モジュールとの統合・連携などといった1つ以上の市場に対応できる。
この規模のソフトウェアは一般に次のような機能を持つ。
- 業界標準のデータベース製品との連携（PostgreSQL、MySQL、Microsoft SQL Server、Oracle Databaseなど）。
- 業界標準のレポーティングツールとの連携（コグノスや Crystal Reports）
- アプリケーションの設定・拡張のためのツールを備える（例えば、SDKが付属する、ソースコードが付属する、Visual Basic for Applications (VBA) で制御できるなど）

### ハイエンド
最も高価で複雑な会計ソフトウェアは、企業資源計画 (ERP) ソフトウェアの一部となっていることが多い。
導入して実際に稼動するまで6カ月以上かかることが多い。多くの場合、会計システムとして稼動させるだけでも多大なインテグレーション、コンフィギュレーション、カスタマイズを必要とする。
高度なカスタマイズが可能であるため、その企業特有の商習慣に合わせることができる。逆に言えば、そのためにコストと準備期間が膨大になる。

### 垂直型
一部の会計ソフトウェアは、特定業種に特化した設計になっている。その業種に固有な機能を持っている。
業種固有なアプリケーションにするか、汎用アプリケーションにするかは難しい選択である。特定業種用アプリケーションは以下のような短所がある。
- ベンダーの開発チームが小さい。
- ベンダーが小規模なので、サポートが得られなくなる危険性が増す。

それに対して次のような長所もある。
- カスタマイズをそれほど必要としない。
- 導入コストが低くなる。
- エンドユーザーのトレーニングが短時間で済む。

垂直型会計ソフトウェアとしては、特に次のような業種のものがある。
- 銀行
- 建設業
- 医療機関
- 非営利団体
- 小売業（POSとの連携）
- デイケア

### 複合型
技術の発展により、低価格で高機能な会計ソフトウェアが提供可能になってきた。そのようなソフトウェアは特に成長期の企業に適している。成長期の企業は小規模であっても急激に多数の拠点を持ったり売り上げが増大するため、中規模やハイエンドの会計ソフトウェアの機能（高度なカスタマイズとスケーラブルなデータベースなど）を必要とする。さらに、海外進出や在宅勤務を行う企業が増え、小型のクライアントを多数接続する必要が増した。このためにSaaSのようなインターネットを使って複数拠点から同時にアクセスできる技術を提供する方法もある。今日ではクラウドコンピューティングを用いたクラウド型会計ソフトが開発され、利用方法が簡単で、価格が低廉であることから普及が見込まれている。

## 主な会計ソフト

### 商用製品
- Microsoft Money
- Oracle E-Business Suite
- SAP Business One
- JDL IBEXシリーズ
- オービックビジネスコンサルタント 勘定奉行クラウド
- 弥生会計
- 応研 大蔵大臣
- EXPLANNER/Ai
- freee
- ソリマチ 会計王シリーズ
- マネーフォワード クラウド会計
- TKC FXシリーズ
- ハイブリッド会計Crew
- A-SaaS
- Dr.経費精算
- わくわく青色申告

### オープンソース
- iDempiere
- Adempiere
- Compiere
- GnuCash
- Openbravo

### 無料の会計ソフト
- JDL IBEX 出納帳 Major
- Main財務管理
- フリーウェイ経理Lite

### 無料のクラウド会計
- 円簿青色申告
- ちまたの会計
- やよいの白色申告オンライン